# Celio Secondo Curione

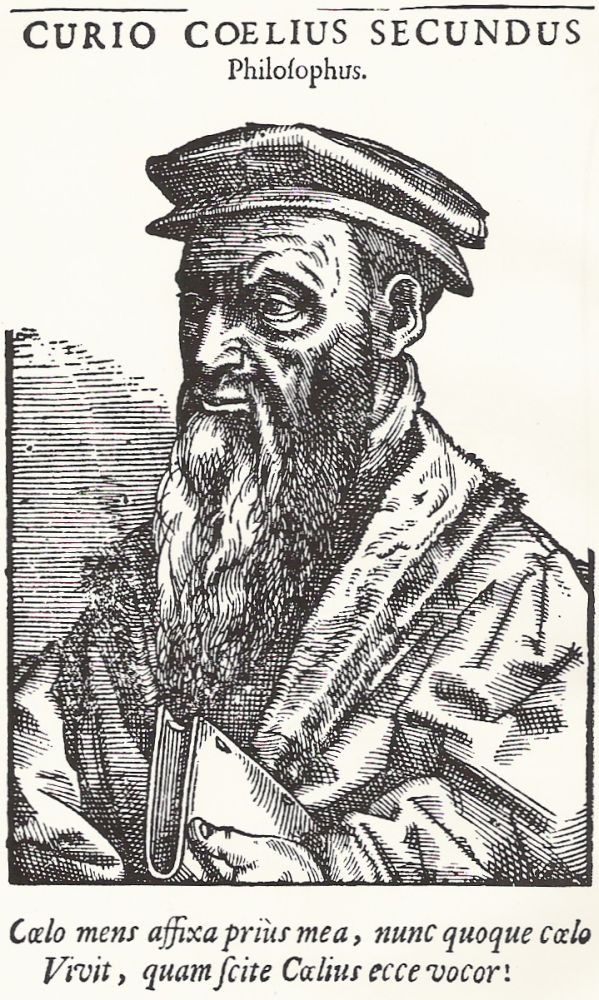

Celio Secondo Curione (* 1. Mai 1503 in Cirié bei Turin; † 24. November 1569 in Basel) war ein humanistischer Gelehrter und evangelischer Theologe und Publizist italienischer Herkunft.

## Leben

### Vor der Flucht aus Italien
Celio Secondo Curione wurde als 23. Kind von Jacomino Troterio Curione in eine piemontesische Adelsfamilie geboren. Seine Mutter Carlotta Montrotier starb bei seiner Geburt. Sein Vater war ebenfalls früh verstorben. Curione begann seine Studien in Freien Künsten und Recht in Turin, wo er mit reformatorischen Ideen in Berührung kam. Bereits 1523 las er Schriften von Martin Luther und Philipp Melanchthon. Als er daraufhin versuchte, mit Freunden Deutschland aufzusuchen, wurde er auf Geheiß des Bischofs festgehalten. Curione floh bald darauf nach Mailand, von wo aus er weitere Reisen in Italien unternahm. Um 1530 verheiratete er sich mit Margherita Bianca Isacchi. Sie hatten zusammen neun Kinder.
Nachdem ein Grossteil seiner Geschwister gestorben war, kehrte Curione in seine Heimat zurück, wo er wegen seiner religiösen Ansichten erneut mit den Kirchenbehörden in Konflikt geriet. 1536 übernahm er einen Lehrstuhl an der Universität Pavia, wo er bis 1539 unterrichten konnte. Auch hier musste er dem Druck der katholischen Kirche weichen. In der Folge hielt er sich in verschiedenen Städten Norditaliens auf, wo er die bereits vorhandenen evangelischen Kreise aufsuchte. In Venedig machte er Bekanntschaft mit Giulio da Milano, in Ferrara mit Fulvio Pellegrino Morato und in Lucca mit Peter Martyr Vermigli und Girolamo Zanchi. In Lucca wurde er 1542 zur Rechtfertigung vorgeladen. Dieser Vorladung im August entzog er sich mit seiner Flucht in die Eidgenossenschaft. Zusammen mit Camillo Renato verliess er Italien über die die Lombardei und kam durch die rhätischen Alpen nach Zürich.

### Als Glaubensflüchtling in der Schweiz
Mit Empfehlungsschreiben der Reformatoren Konrad Pelikan und Heinrich Bullinger versehen, begab sich Curione über Bern nach Genf, wo er Johannes Calvin traf. Er nahm schliesslich in Lausanne die Stelle eines Konviktleiters und Lehrers an der Lateinschule an. Hier veröffentlichte er vermutlich 1543 die erste Ausgabe seiner Pasquino in estasi, eine stark antiklerikale und antipäpstliche Satire, die in ganz Europa grossen Erfolg hatte.
1546 musste Curione Lausanne wegen einer Affäre mit einer Schülerin verlassen. Er ließ sich mit seiner Familie in Basel nieder, wo er ab 1547 einen Lehrstuhl an der Universität innehatte. Hier blieb er für den Rest seines Lebens als Professor für Rhetorik, als Herausgeber und Übersetzer. Zu seinem Freundeskreis in Basel gehörten Martin Borrhaus sowie einige Drucker wie Froben, Bonifacius Amerbach und Johannes Oporinus. Kontakt pflegte er auch zu anderen Glaubensflüchtlingen, wie etwa zu  Sebastian Castellio, der 1544 im Streit mit Calvin Genf verlassen hatte, und zum Italiener Lelio Sozzini. Ob er auch mit dem später als Ketzer verurteilten Niederländer David Joris Kontakt hatte, ist nicht erwiesen. Von Basel aus unterhielt Curione zudem ein weitgespanntes Korrespondenznetz. Als wichtigster Briefpartner darf Bullinger gelten, daneben korrespondierte er unter anderem mit Wolfgang Musculus, Johannes Sturm, Philipp Melanchthon und weiteren Theologen. Einen Teil seines Briefwechsels veröffentlichte Curione 1553 (Selectarum Epistolarum). Als Professor genoss Curione hohes Ansehen. Er zog viele Studenten an, von denen er einige in seinem Hause beherbergte. Besonders zu erwähnen ist sein Kontakt zu den vielen polnischen Studenten, die sich damals in Basel aufhielten.

### Publizistische Tätigkeit
Nebst seiner Pasquillensammlung veröffentlichte Curione in Basel anfangs pädagogische Schriften und Schulbücher. Daneben betätigte er sich auch als theologischer Schriftsteller. Als Castellio 1554 die Verurteilung Michael Servetus mit einer Schrift heftig bekämpfte, wurde Curione von Johannes Calvin und Théodore de Bèze als Mitautor verdächtigt. Einiges Aufsehen erlangte Curione mit seiner Schrift De amplitudine beati regni Dei. Wegen der Brisanz der darin enthaltenen theologischen Aussagen ließ er die Schrift nicht in Basel, sondern in Poschiavo drucken, um so die Basler Zensur zu umgehen. Gewidmet war die Schrift dem polnischen König Sigismund August. Die Schrift wurde von einigen seiner Freunde abgelehnt, so auch von Bullinger. Von Pietro Paolo Vergerio, wie Curione ein Glaubensflüchtling aus Italien, wurde die Schrift heftig bekämpft und Curione beim Basler Rat als Ketzer denunziert. Curione konnte sich vor dem Untersuchungsausschuss der Zensurbehörden weitgehend entlasten. Nach diesem Prozess enthielt sich Curione der theologischen Schriftstellerei, blieb aber weiterhin mit Vertretern der Reformation in Briefkontakt. Er betätigte sich nun vermehrt als Herausgeber und als Verfasser von historischen Schriften. Als Herausgeber ist er vor allem durch die Edition der Werke der humanistischen Dichterin Olympia Fulvia Morata, der Tochter von Fulvio Pellegrino Morato, in Erinnerung geblieben. Als Historiker wird er mit seiner Geschichte der Belagerung von Malta 1565 bis heute beachtet.

### Die letzten Jahre
Drei von Curiones Töchtern starben 1564 an der Pest. Seine Söhne Horatio († 1564) und Augustin († 1567) waren wie der Vater publizistisch tätig und starben ebenfalls früh. Nur Leone überlebte seinen Vater († 1601). Er hinterließ handgeschriebene Notizen zum Leben seines Vaters. Nach dem Tode seiner Töchter zog sich Curione immer mehr zurück. Angebote aus dem Ausland wies er ab. Er starb am 24. November 1569. Er wurde neben seinen Kindern im kleinen Kreuzgang des Basler Münsters begraben. Seine Frau Margherita überlebte ihn um mehr als siebzehn Jahre; sie starb 1587.

## Werke (Auswahl)
- Pasquillus ecstaticus et Marphorius, Basel 1544.
  - deutsch: Der verzucket Pasquinus. Auss Welscher sprach inn das Teütsch gebracht, Augsburg 1543(?). Digitalisat
  - italienisch: Pasqvino in Estasi, Nuouo, e molto più pieno, ch'el primo, insieme co'l viaggio de l'Inferno, Rom(?) 1545.
  - französisch: Les visions de Pasquille, Genf 1547.
  - englisch: Pasquine in a Traunce, London 1566.
- Pro vera et antiqua Ecclesiae Christi autoritate, Basel 1547. Digitalisat
- Selectarvm Epistolarum Libri duo, Basel 1553. Digitalisat
- De amplitudine beati regni Dei dialogi sive libri duo, Basel (Poschiavo?) 1554. Digitalisat Österreichische Nationalbibliothek
- Schola, sive de perfecto Grammatico, Basel 1555.
- Davidis Georgii Holandi haeresiarchae vita & doctrina : quandiu Basileae fuit: tum quid post eius mortem, cum cadavere, libris, ac reliqua eius familia actum sit, per rectorem et Aacademiam Basilien. ... conscripta. - Basileae: Curio, 1559. Digitalisat der Universitäts- und Landesbibliothek Düsseldorf
- De bello Melitensi Historia nova, Basel 1567.
  - deutsch: Neuwe unnd warhafftige Historien, von dem erschröcklichen Krieg so der Türckisch Keyser Solyman wider die Ritter von Jerusalem, in der Inseln Malta kürtzlich gefüret hat, Basel 1567.
- De Historia legenda sententia ad Basilium Amerbachium, Basel 1576.

Herausgeber
- Pasquillorum tomi duo, Basel 1544.
- Marii Nizoli Brixellensis observationes, Basel 1548.
- Appiani Alexandrini Romanarum Historiarum De bellis Punicis liber, De bellis Syriacis liber, De bellis Parthicis liber, De bellis Mithridaticis liber, De bellis civilibus libri V, De bellis Gallicis liber, seu potius epitome... Basel 1554.
- Olympiae Fulviae Moratae mulieris omnium eruditissimae Latina et Graeca, quae haberi potuerunt, monumenta, eaque plane divina, cum eruditorum de ipsa iudicijs et laudibus, Basel 1558.
- M. Antonii Coccii Sabellici Opera omnia, cum supplemento, Basel 1560.
- M. Tullii Ciceronis Orationum Pars I, Basel 1562.
- Aristotelis Stagiritae Tripartitae philosophiae Opera omnia absolutissima, Basel 1563.

## Ausgaben
- Damiano Mevoli (Hrsg.): [Celio Secondo Curione]: Pasquillorum tomi duo. 2 Bände (der zweite in zwei Teilbänden). Vecchiarelli, Manziana 2013–2015, ISBN 978-88-8247-331-0 für Band 1 und ISBN 978-88-8247-374-7 für Band 2 (lateinischer Text und italienische Übersetzung)